# Fertőtlenítőszerek
Az orvostudomány fertőtlenítőszereknek nevezi azokat az erős hatású, az ember számára gyakran mérgező vegyületeket, melyek alkalmasak élő mikroorganizmusok (főként baktériumok és gombák) szaporodásának gátlására vagy azok elpusztítására.

## A fertőtlenítők jelentősége
A környezetünkben és a szervezeten belül megtalálható mikroorganizmusok gyakran jelentenek potenciális veszélyt az ember vagy állat egészségére. Ezért az elpusztításuk vagy elszaporodásuk akadályozása gyakori cél az orvosi gyakorlatban, amelyhez fertőtlenítőszereket használnak.  
Amennyiben a fertőtlenítő anyag a baktériumok pusztulását okozza, akkor baktericid hatásról, ha csak a szaporodásukat gátolja, bakteriosztatikus hatásról beszélünk.  
A fertőtlenítőszerek általában erős hatású, toxikus anyagok, ezért belsőlegesen nem alkalmazhatók a szövetekben elszaporodó mikroorganizmusokkal szemben.

## Történeti áttekintés
A fertőtlenítőszerek alkalmazásának története az ókorig nyúlik vissza. Már az ókori egyiptomiak is használtak antiszeptikus tulajdonságú anyagokat, például gyantákat, illóolajokat, mézet és rézsókat sebek kezelésére és balzsamozáshoz. Az ókori görögök és rómaiak ecetet, bort és különféle növényi kivonatokat alkalmaztak a sérülések fertőzésének megelőzésére.
A középkorban a fertőtlenítés tudományos alapjai hiányoztak, de bizonyos anyagokat – például ecetet, kálium-nitrátot és füstölőszereket – járványok idején széles körben használtak. A modern fertőtlenítés kezdete a 19. század második feléhez köthető, amikor Semmelweis Ignác bebizonyította a kézmosás és a klórmész oldattal végzett fertőtlenítés fontosságát a szülészeti láz megelőzésében.
A következő mérföldkövet Joseph Lister hozta el, aki 1865-től kezdve karbolsavat (fenolt) alkalmazott műtéti sebek fertőtlenítésére, drámaian csökkentve a posztoperatív halálozási arányt. A 20. század során a fertőtlenítőszerek köre jelentősen bővült: megjelentek a jódvegyületek (pl. povidon-jód), a klórvegyületek, a kvaterner ammóniumvegyületek, a klórhexidin, valamint az alkoholalapú kézfertőtlenítők, amelyek mára az orvosi és közegészségügyi gyakorlat alapvető eszközei.

## Hatásmechanizmus
A fertőtlenítőszerek hatása kémiai és fizikai folyamatokon alapul, amelyek a mikroorganizmusok életfolyamatait visszafordíthatatlanul károsítják. A legfontosabb mechanizmusok a következők:  
- Sejtfal- és membránkárosítás – például a fenolok és a detergensek roncsolják a baktériumok sejtfalát és sejthártyáját, növelve a membrán áteresztőképességét és a sejt tartalmának kiszivárgását.[7]
- Fehérjék denaturálása és kicsapása – az alkoholok, nehézfém-sók és aldehidek kémiailag módosítják a sejtfehérjéket, gátolva az enzimek működését és a sejtszerkezet stabilitását.
- Enzimrendszerek gátlása – a jód és az oxidáló szerek (pl. hidrogén-peroxid) oxidációs reakciók révén inaktiválják a mikrobiális enzimeket.
- Nukleinsavak károsítása – például a sugárfertőtlenítésnél alkalmazott UV-fény vagy az etilén-oxid roncsolja a DNS-t és RNS-t, akadályozva a sejt szaporodását.

A hatékonyságot befolyásolja az anyag kémiai összetétele, koncentrációja, a behatási idő, a hőmérséklet, a pH és a szerves anyagok jelenléte. A nem megfelelő koncentráció vagy alkalmazás rezisztens mikroorganizmus-törzsek kialakulásához vezethet, ezért használatukat szigorú protokollok szabályozzák.

## A fertőtlenítők csoportosítása
A fertőtlenítőket a farmakológia két nagy csoportra osztja.
- Antiszeptikumok – viszonylag kevésbé mérgező ágensek, ezért közvetlenül alkalmazhatók a nyálkahártyákon, kisebb sebek felületén vagy a bőrön. Az alkalmazás helyén képesek csökkenteni a mikroorganizmusok számát, és megfelelő protokoll betartása mellett nem károsítják a nyálkahártyát vagy a bőrszövetet. Helyi használatban alkalmasak sebek fertőzésének megelőzésére is. Hatásuk lehet bakteriosztatikus vagy baktericid.
- Dezinficiensek – rendkívül mérgező, izgató vagy maró hatású anyagok, amelyek sem nyálkahártyán, sem a bőr felületén nem alkalmazhatók. Elsősorban fertőzött tárgyak, orvosi műszerek dekontaminálására használják. Általában erős baktericid hatású anyagok, amelyeket a hagyományos fizikai eljárásokkal nem sterilizálható felületek, eszközök mentesítésére alkalmaznak.

## Felhasználási területek
A fertőtlenítőszereket széles körben használják az egészségügyben, a közegészségügyben, a háztartásokban és az iparban. Leggyakoribb alkalmazási területeik a következők:  
- Egészségügyi intézményekben – műtéti előkészítés során a bőr fertőtlenítése, műszerek sterilizálása, felületek és helyiségek fertőtlenítése.
- Közegészségügyben – járványgócok felszámolása, közösségi terek (iskolák, tömegközlekedés) fertőtlenítése, ivóvíz kezelése.
- Háztartásokban – konyhai munkafelületek, fürdőszobák, WC-k, szemetesek fertőtlenítése; kéz- és bőrfertőtlenítés.
- Élelmiszeriparban – feldolgozóüzemek berendezéseinek, csomagolóanyagoknak és munkafelületeknek a higiénés kezelése.
- Iparban és egyéb területeken – vízrendszerek (pl. hűtőtornyok), laboratóriumok, állattartó telepek fertőtlenítése.